# Calorophus elongatus
Calorophus elongatus är en gräsväxtart som beskrevs av Jacques-Julien Houtou de La Billardière. Calorophus elongatus ingår i släktet Calorophus och familjen Restionaceae. Inga underarter finns listade i Catalogue of Life.